# Diamantmehl
Diamantmehl ist der 1895 von Georg Plange, Inhaber der Plange-Mühle im westfälischen Soest, beim Kaiserlichen Patentamt eingetragene Markenname des ersten deutschen Haushaltsmehls. Heute ist die Marke im Besitz der Aurora Mühle Hamburg GmbH.

## Geschichte
Der Mühlen-Industrielle Georg Plange aus Soest in Westfalen hatte sein Mehl auf der Weltausstellung 1873 in Wien präsentiert. Für die besonders gute Qualität erhielt er die große Kaiserlich Königliche Qualitätsmedaille. Darum benannte er das bisher unter dem Familiennamen vertriebene Produkt in Kaisermehl um. Georg Plange war der erste Müller, der sein Mehl in haushaltsgerechte Einheiten verpackte und als Haushaltsmehl vertrieb.
1890 entließ Kaiser Wilhelm II. den Reichskanzler Otto von Bismarck. Georg Plange ärgerte dies so sehr, dass er den Namen Kaisermehl in Diamant-Mehl änderte. Die Marke Diamantmehl ließ er am 12. Juli 1895 in die Warenzeichenrolle beim Kaiserlichen Patentamt Berlin eintragen. Ab 1897 produzierte Plange das Diamantmehl mit seiner Mühle am Reiherstieg in Hamburg-Wilhelmsburg, von wo aus das Mehl direkt nach Übersee verschifft werden konnte.

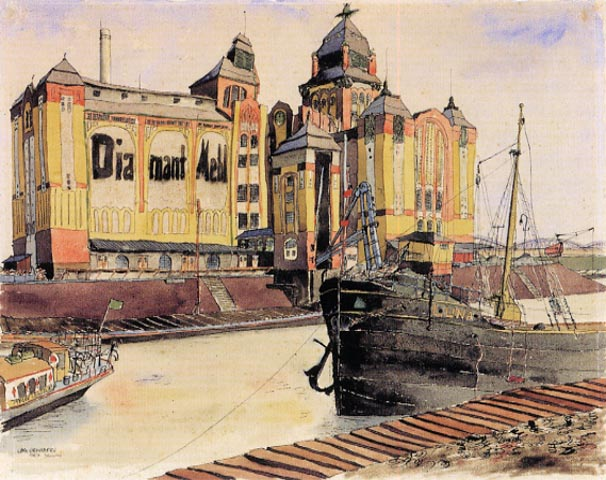
Carl Grossberg: Weizenmühle Georg Plange im Düsseldorfer Hafen, vor dem Erweiterungsbau der Siloanlage 1929

Ab 1906 betrieb Plange Großmühlen in Soest, Hamburg und Düsseldorf mit modernen Keramikmahlstühlen und war der größte Mühlenbetrieb in Europa. Als erster vertrieb er sein Mehl in haushaltsgerechte Einheiten verpackt als Markenmehl mit Qualitätssiegel.
1962 wurde die Hamburger Plange-Mühle zusammen mit den Markenrechten für Nord- und Ostdeutschland an die Hamburger BM Bäckermühlen AG verkauft, die die Mühle als Diamant Mühle Hamburg GmbH weiter betrieb. 1999 erfolgte die Übernahme der Diamant-Mühle durch die VK Mühlen AG der mit der Umfirmierung in Aurora Mühlen GmbH. Die Zentrale der Georg-Plange-Weizenmühlen lag nun in Düsseldorf, wo die Mühle mit 240.000 t/A wieder das Vorkriegsniveau erreicht hatte. 1988 erwarb die Wilh. Werhahn KG alle Anteile an dem Düsseldorfer Betrieb und übernahm die Firmenbezeichnungen sowie die Rechte an den Markennamen für Süd- und Westdeutschland.
1995 fusionierte der Neusser Mühlenbetrieb „Wilh. Werhahn Zweigniederlassung Hansamühle“ mit dem Betrieb Georg Plange Düsseldorf zur Georg Plange Mühlen GmbH. Der Firmensitz wurde in die Hansamühle nach Neuss verlegt und der Mahlbetrieb in Düsseldorf eingestellt. 2007 wurde umfirmiert in Georg Plange KG als mittelbares Tochterunternehmen der Wilh. Werhahn KG, Neuss. Die Mühlen der Werhahn-Gruppe wurden in der Premium Mühlen-Gruppe (PMG) zusammengefasst.
Zum 27. Mai 2014 verkaufte die Wilh. Werhahn KG ihre Premium Mühlen Gruppe an die Bindewald und Gutting Verwaltungs-GmbH. 2015 verkaufte die Premium Mühlen-Gruppe nach Freigabe durch das Kartellamt die restlichen Markenrechte für West- und Süddeutschland an Diamantmehl sowie die Marke Goldpuder der Pfalzmühle Mannheim an die GoodMills Deutschland GmbH der Kampffmeier Gruppe, zu der auch die ehemalige Wilhelmsburger Mühle gehört.

## Darstellung
Der Markenname Diamantmehl wurde anfangs in einem roten verschnörkelten Schriftzug schräg auf die damals üblichen, 2,5 kg fassenden Stoffbeutel aufgetragen. Im Hintergrund war ein Reichsadler aufgedruckt. Nach dem Zweiten Weltkrieg wurde das Aussehen mehrfach der moderneren Zeit angepasst, geblieben ist nur der rote, schräggestellte Schriftzug.